# Deracantha
Deracantha is een geslacht van rechtvleugeligen uit de familie sabelsprinkhanen (Tettigoniidae). De wetenschappelijke naam van dit geslacht is voor het eerst geldig gepubliceerd in 1833 door Fischer von Waldheim.

## Soorten
Het geslacht Deracantha omvat de volgende soorten:
- Deracantha grandis Lucas, 1863
- Deracantha mongolica Cejchan, 1967
- Deracantha onos Pallas, 1772
- Deracantha szelegiewiczi Bazyluk, 1970
- Deracantha transversa Uvarov, 1930